# Julio Domingo y Bazán
Julio Domingo y Bazán   (València, 1847 - Madrid, 3 d'abril de 1917) fou un militar valencià, capità general de València durant el regnat d'Alfons XIII d'Espanya.
Fill de militar, restà orfe de petit i es traslladà amb la seva família a Barcelona. Acabà la seva formació militar en 1865 i fou ascendit a tinent. Durant la revolució de 1868 participà en la batalla d'Alcolea. Poc després fou enviat a Cuba, on participà en la Guerra dels Deu Anys. Tornà ferit a la Península en 1870, on va fer de professor a les Acadèmies militars i lluità a la tercera guerra carlina. El president de la Primera República Espanyola Estanislau Figueras i de Moragas el va reclamar al Ministeri de Guerra d'Espanya. Un cop proclamada la restauració borbònica marxà a París fins 1879, quan fou destinat a Castro Urdiales. Allí fou encarregat de crear un Batalló de reserva o de dipòsit. Després d'estar un temps a Bilbao, el 1885 és ascendit a coronel i destinat a Madrid. El 1887 és nomenat secretari del governador militar de Puerto Rico, però als sis mesos torna a la Península. Poc després és nomenat Subdirector de la Direcció general d'Administració Civil de les Illes Filipines, aleshores sota el govern de Valerià Weyler.
En 1893 és ascendit a general de brigada i destinat a Cuba. on va romandre fins a octubre de 1897. En 1905 és nomenat fiscal del Consell Suprem de Guerra i Marina i el 1905 Subsecretari de Guerra amb el ministre Valerià Weyler. El 1907 és nomenat governador militar del Camp de Gibraltar, càrrec que va mantenir fins 1911, quan és ascendit a tinent general i destinat com a capità general a Castella la Vella, Castella la Nova i Madrid. L'agost de 1916 és nomenat Capità general de València. Va morir en el càrrec el 3 d'abril de 1917.

## Obres
- Los Hebreos (1916) ISBN 9781334237355